# Günter Rapp

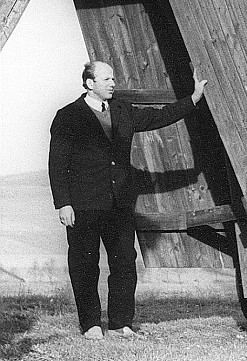
Günter Rapp vor einer Mühle im Jahr 1968

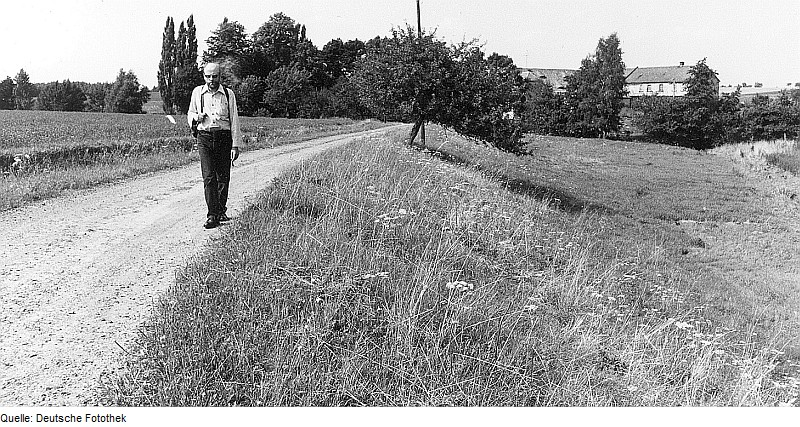
Günter Rapp auf "Mühlen-Tour" vor der Niedermühle in Breitendorf bei Hochkirch im Jahr 1989

Günter Rapp (* 1933 in Schwerta bei Marklissa, Kreis Lauban; † 17. Februar 1990 in Görlitz) beschäftigte sich intensiv mit der Erforschung von Mühlen, vor allem Windmühlen, in Ostdeutschland und hinterließ ein umfangreiches Archiv von Materialien und vor allem Fotografien zu seinem Forschungsgebiet.

## Leben
Rapp erlernte den Beruf des Bandwebers. Im Jahr 1951 beteiligte er sich als Sportler an den III. Weltjugendfestspielen in Görlitz. Er gehörte der Volkspolizei an und war später als Gefängniswärter in der Strafvollzugsanstalt in Görlitz tätig. In diesem Zusammenhang begann er eine Materialsammlung über das Görlitzer Gerichtswesen. Seit den frühen 1980er Jahren arbeitete er in der Verwaltung des Städtischen Friedhofs in Görlitz.
Im Jahr 1964 nahm er die Erforschung und Dokumentation von Windmühlen auf, wobei er sich zunächst auf Objekte in der Oberlausitz beschränkte. 1972 dehnte er seine Arbeit auf das gesamte Gebiet der DDR aus, wobei Schwerpunkte die heutigen Bundesländer Sachsen, Sachsen-Anhalt und Brandenburg blieben. Ein Teil seiner Arbeit betraf auch Mühlen in ehemals zu Deutschland gehörenden Gebieten in Polen und Tschechien. Er legte eine Chronik über Windmühlen an.

## Mühlenarchiv
In seinem Nachlass fanden sich 14.000 von ihm gefertigte schwarzweiße Kleinbildaufnahmen von Mühlen und deren Umgebung. Zum Teil wird der Blick von den Mühlenbergen, aber auch der Betrieb von Mühlen und die dort Tätigen dokumentiert. Die von ihm zusammen getragene Dokumentation enthält zum Teil die einzigen bekannten Aufnahmen bestimmter Objekte und ist ein wichtiges Zeugnis der ostdeutschen Mühlengeschichte.
1990 gelangte sein Archiv, welches noch weitere 1.700 Positive und Texte enthält, in den Besitz der Oberlausitzischen Bibliothek der Wissenschaften in Görlitz. Im Jahr 2005 übernahm die Deutsche Fotothek die Negative und digitalisierte den gesamten Bildbestand. Er wurde für das Internet aufbereitet. Durch die Zurverfügungstellung unter einer freien Lizenz bei Wikimedia Commons und der daraus folgenden breiten Verwendung in der Enzyklopädie Wikipedia wurden die Aufnahmen einem großen Publikum zugänglich gemacht.